# مگس‌گیر درخشان
مگس‌گیر درخشان (نام علمی: Myiagra alecto) نام یک گونه از سرده مگس‌گیرهای نوک‌پهن است.